# Boeing F/A-18E/F Super Hornet
Boeing F/A-18E/F Super Hornet là một máy bay tiêm kích hoạt động trên tàu sân bay kiêm máy bay tấn công, được bắt đầu hoạt động trong biên chế các đơn vị của Hải quân Hoa Kỳ vào năm 1999. Hiện nay loại máy bay này cũng được Không quân Hoàng gia Australia đặt mua. F/A-18E/F Super Hornet có kích thước lớn và hiện đại hơn so với F/A-18C/D Hornet.

## Phát triển
Super Hornet là một phiên bản có kích thước lớn và hiện đại hơn được phát triển từ F/A-18C/D Hornet. Super Hornet được Hải quân Mỹ đặt mua của hãng McDonnell Douglas vào năm 1992, nó bay lần đầu tiên vào tháng 11 năm 1995, hạ cánh lần đầu tiên trên tàu sân bay vào năm 1997 và đi vào hoạt động chính thức vào năm 1999. Hiện nay Super Hornet bao gồm 2 phiên bản là F/A-18E một chỗ và F/A-18F hai chỗ.
Dù có cùng chung cách bố trí và hệ thống, nhưng F/A-18E/F Super Hornet lại có nhiều sự khác biệt đối với nguyên bản là F/A-18 Hornet. Super Hornet có tên gọi thân mật là "Rhino" (tê giác) để phân biệt với mẫu Hornet "legacy" (di sản) trước đó. Tên gọi "Rhino" đã nói lên phần nào tầm quan trọng của Super Hornet trong các nhiệm vụ và đặc biệt là bảo vệ các hoạt động của tàu sân bay.

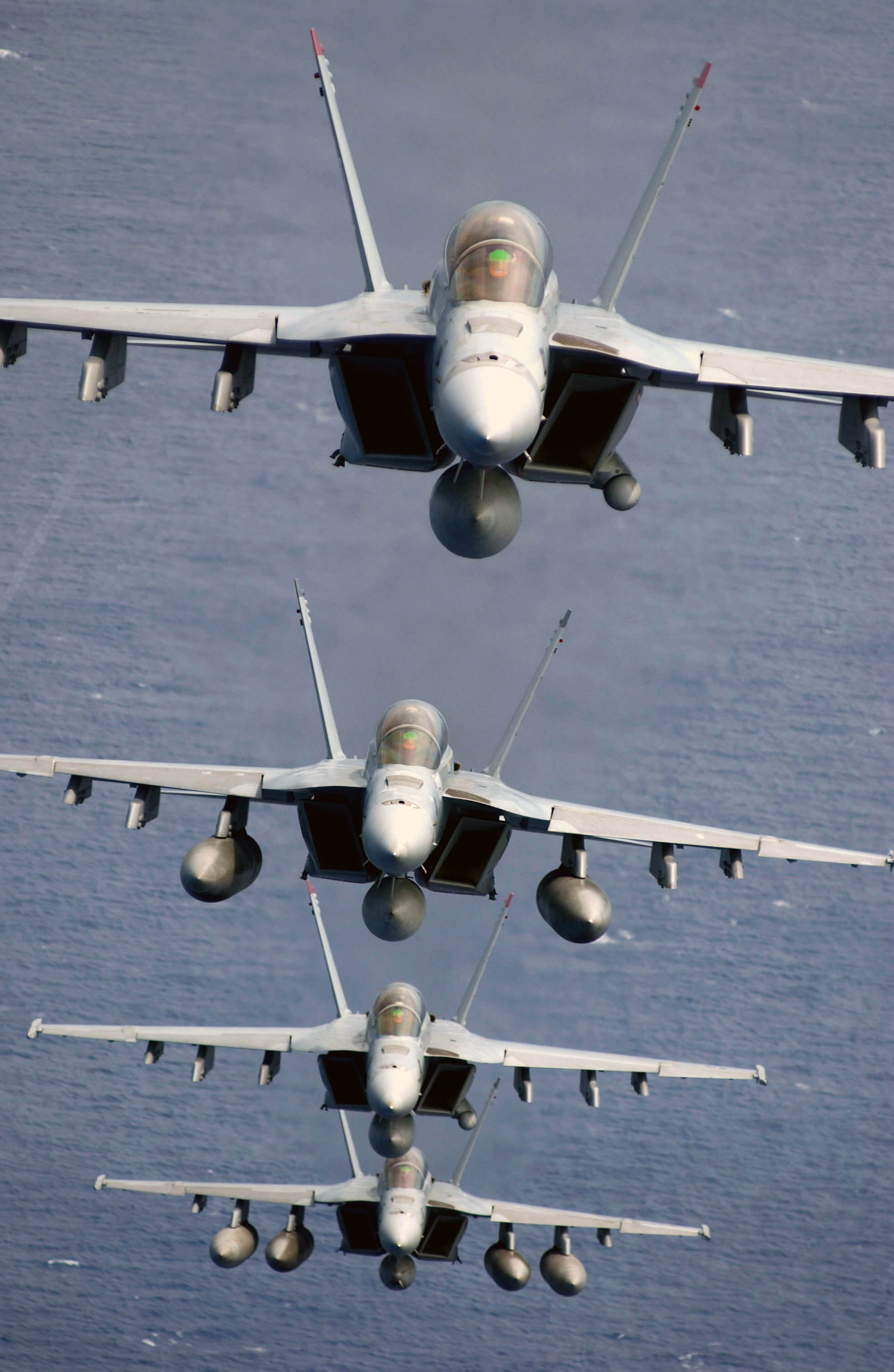
4 chiếc F/A-18F bay theo đội hình "Black Aces" thuộc phi đoàn chiến đấu VFA-41, bay qua Thái Bình Dương năm 2003. Chú ý hệ thống AN/ASQ-228 ATFLIR được trang bị cho máy bay thứ nhất và thứ ba trong đội hình bay.

Vào đầu thập niên 1990, một số vấn đề đã nảy sinh đối với không quân của Hải quân Mỹ. Chương trình máy bay tấn công A-12 Avenger II đã gặp phải những vấn đề nghiêm trọng và đã bị hủy bỏ, chương trình này được phát triển để thay thế cho A-6 Intruder và A-7 Corsair II đã cũ. Chiến tranh vùng Vịnh đã bộc lộ khả năng tấn công trên không của Hải quân Mỹ luôn chậm trễ hơn so với Không quân Mỹ. Do không có chương trình nào có thể sản xuất máy bay chiến đấu mới cho đến năm 2020, việc nâng cấp các thiết kế sẵn có đã trở thành một đường lối đúng đắn. Giống như một lựa chọn với chương trình A-12, McDonnell Douglas đã đề nghị mẫu máy bay mới có tên "Super Hornet" (hay vào lúc ban đầu có tên gọi là "Hornet II"), trước đây mẫu máy bay này cũng đã được trình bay vào thập niên 1980, đây là một phiên bản cải tiến hại đại hóa của mẫu F/A-18 đầu tiên, và mẫu máy bay này đã đáp ứng được những nhu cầu của hải quân về loại máy bay chiến đấu mới để thay thế các loại máy bay cũ, nó vừa có khả năng bay tầm xa của A-6 Intruder, vừa có khả năng mang vũ khí của A-7 Corsair.
Cùng lúc này, Hải quân cần một phi đoàn phòng thủ để thay thế cho chương trình máy bay NATF đã bị hủy bỏ, chương trình này là một phiên bản của F-22 Raptor dành cho hải quân. Hải quân cũng muốn loại máy bay này sẽ thay thế cho những chiếc F-14D Tomcat đã xuống cấp, thực chất của việc thay thế những máy bay chiến đấu của Hải quân Mỹ bằng phiên bản Super Hornet là bước mở đầu của việc đưa vào hoạt động trong hải quân những chiếc F-35C Lightning II hiện đại hơn, các quan chức cấp cao của hải quân muốn các phi đoàn của họ làm quen với loại Super Hornet trước khi sử dụng F-35C Lightning II. Tuy nhiên hải quân vẫn giữ lại tên gọi F/A-18 để gọi tên chương trình bán máy bay cho các đối tác khi báo cáo với Quốc hội, chương trình này như một "phát sinh" ít rủi ro, dù Super Hornet thực chất là một máy bay mới với rất ít sự giống nhau về hình dáng khí động học so với Hornet.
Việc sản xuất ban đầu với F/A-18E/F bắt đầu vào năm 1995. Các chuyến bay thử nghiệm bắt đầu vào năm 1996 và kết thúc với những cuộc thử nghiệm trên biển và kiểm chứng khả năng tiếp dầu trên không vào năm 1999. Việc thử nghiệm bao gồm 3.100 chuyến bay thử nghiệm với 4.600 giờ bay. Công việc sản xuất với nhịp độ thấp bắt đầu vào tháng 3 năm 1997, và sản xuất đầy đủ thì bắt đầu vào tháng 9 năm 1997. Super Hornet hoàn tất các thử nghiệm hoạt động và được đánh giá vào tháng 2 năm 2000 bởi hải quân Mỹ.
Các phi đoàn sử dụng F-14 Tomcat của Hải quân Mỹ đã được thay thế chuyển sang sử dụng Super Hornet, loại máy bay này còn đảm nhiệm cả nhiệm vụ của A-6 Intruder, S-3 Viking và KA-6D đã hết hạn sử dụng. Một phiên bản tác chiến điện tử, có tên gọi EA-18G Growler, cũng sẽ thay thế loại EA-6B Prowler đã già nua. Hải quân gọi việc giảm bớt các loại máy bay là "neck-down". Trong chiến tranh Việt Nam, những nhiệm vụ kiểu Super Hornet được các loại máy bay A-1/A-4/A-7 (tấn công tầm ngắn), A-6 (tấn công tầm trung), F-8/F-4 (tiêm kích), RA-5C (trinh sát), KA-3/KA-6 (tiếp dầu) và EA-6 (tác chiên điện tử) đảm nhận. Người ta ước đoán sẽ tiết kiệm được 1 tỷ USD hàng năm từ các phi đoàn do kết quả của việc thay thế những kiểu máy bay khác bằng Super Hornet. Chỉ có vai trò của máy bay turbo-cánh quạt và trực thăng là sẽ không bị thay thế bởi Hornet.
Vào ngày 17 tháng 5 năm 2007, các kỹ sư đã thông báo một vết rạn gây hở dưới những giá treo vũ khí dưới cánh của Super Hornet, những vết rạn này có thể làm giảm tuổi thọ sử dụng của máy bay nếu không được sửa chữa. Vấn đề đã được sửa chữa trên những máy bay mới và các máy bay hiện hữu sẽ được sửa chữa bắt đầu vào năm 2009.

## Thiết kế

F/A-18 tại RIAT năm 2004

### Sự phát triển
Thiết kế của Super Hornet có thể đã đi xuyên suốt một sự phát triển rộng lớn hơn so với mọi loại máy bay chiến đấu khác. F-5 Freedom Fighter đặt nền tảng cơ bản cho thiết kế cánh của Super Hornet, Super Hornet chỉ mở rộng thêm khẩu độ phần cánh nối với thân, và phần mũi được phát triển từ Northrop YF-17 Cobra, một loại máy bay chiến đấu hạng nhẹ. YF-17 đã được đánh giá các ưu điểm để bổ sung vào sản xuất cho loại máy bay chiến đấu đa chức năng có trọng lượng trung bình F/A-18, F/A-18 tương đương với loại máy bay Phantom về tầm bay/trọng tải tối đa và trang bị tên lửa. Super Hornet lớn hơn khoảng 20%, trọng lượng rỗng nặng hơn 7.000 lb, và trọng lượng tải tối đa lớn hơn so với nguyên bản Hornet là 15.000 lb. Dù nguyên bản YF-17 có cùng trọng lượng giống như loại F-5, nhưng Super Hornet lại tăng khả năng mang nhiên liệu bên trong lên đến 33%, tăng phạm vi thực hiện nhiệm vụ lên 41% và thời gian bay lên 50% so với Hornet "Legacy". Trọng tải rỗng của Super Hornet là khoảng 11.000 lb ít hơn so với loại F-14 Tomcat mà nó thay thế.

### Những thay đổi ở thân máy bay

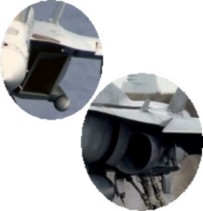
Lối dẫn không khí kiểu góc cạnh và kiểu oval.

Phần cánh, ở giữa thân, phần đuôi của thân máy bay, bề mặt đuôi và những thiết bị năng lượng được thay thế hoàn toàn mới. Diện tích cánh của Super Hornet lớn hơn Hornet tới 25%. Thân máy bay được làm dài ra để mang được nhiều nhiên liệu và có khoảng trống cho việc nâng cấp hệ thống điện tử trong tương lai. Nó được trang bị một động cơ General Electric F414 với công suất tăng thêm 35%, loại động cơ này được phát triển từ động cơ F404 của Hornet, F414 có kích thước và công suất vượt trội hơn hẳn so với F404, làm cho Super Hornet nặng hơn. Máy bay có thể mang 5 thùng nhiên liệu phụ, mỗi thùng chứa được 480 gallon (1.700 lít) để dùng cho các chuyến bay dài, hoặc 4 thùng nhiên liệu phụ cộng một cần tiếp nhiên liệu trên không (ARS) nối với khoang chứa nhiên liệu của máy bay, điều này cho phép Super Hornet tiếp nhiên liệu trên không cho cả các máy bay khác. Super Hornet có thể quay trở lại một tàu sân bay với trọng lượng tải của nhiên liệu và đạn dược vẫn còn nguyên chưa được sử dụng, điều này khác hẳn so với nguyên bản Hornet. Thuật ngữ để chỉ khả năng này là "bringback". trong lượng bringback cho phép của Super Hornet khoảng hơn 9.000 pound.
Những sự khác nhau khác bao gồm hình dạng của lối dẫn không khí cho động cơ, một tiết diện radar (RCS - là kích thước của máy bay khi nhìn trên radar) nhỏ hơn, thêm 2 điểm treo vũ khí, và các thay đổi khí động học khác. Cuối cùng, Super Hornet chỉ có chung thiết kế ở cuối đuôi thân máy bay cùng với F/A-18. Super Hornet chỉ có khoảng 42% cấu trúc các phần lấy từ thiết kế của Hornet. Đặc điểm chuyến bay bao gồm khả năng xuất phát cao chịu được lớp khí quyển gây ma sát quanh máy bay, góc tấn công lớn và chú ý đến đặc tính bay tự do trong chiến đấu và dễ dàng cho huấn luyện.

### Hệ thống điện tử

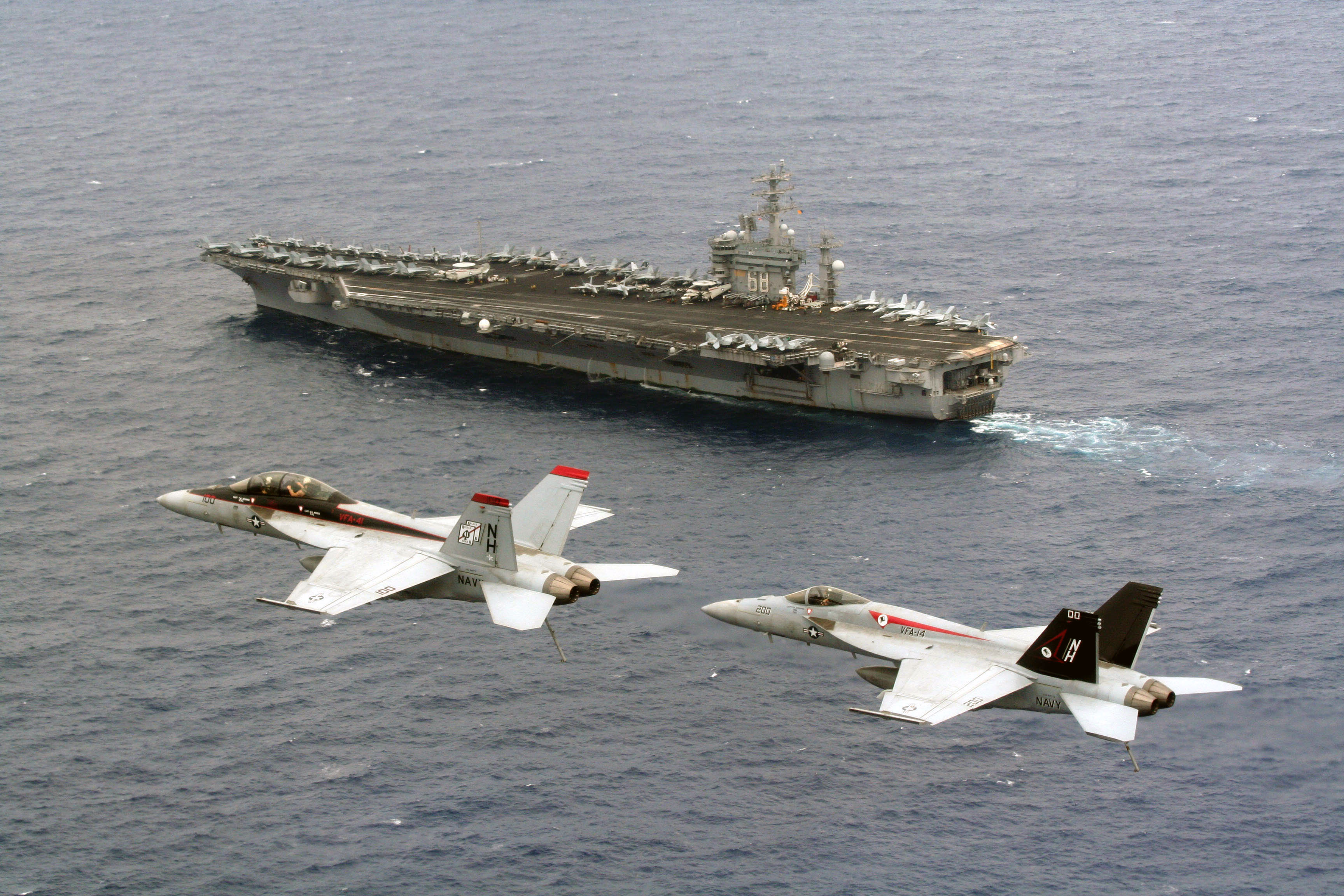
F/A-18E và F/A-18F Super Hornet bay gần USS Nimitz

Trong khí có một số chi tiết buồng lái tương tự như nguyên bản Hornet, nhưng Super Hornet lại có điểm nổi bật nhạy cảm, đó là màn hình hiển thị điều khiển; một màn hình màu tinh thể lỏng đa dụng lớn hơn; và một màn hình hiển thị các thông số nhiên liệu của động cơ mới. Super Hornet có hệ thống lái số fly-by-wire thu phát cùng lúc 4 tín hiệu, cũng như một hệ thống điều khiển bay số có thể phát hiện và hiệu chỉnh cho thiệt hại trong chiến đấu. Việc sản xuất Super Hornet bắt đầu với radar APG-73. Radar AESA (radar quét tương phản pha tích cực) APG-79 được đưa vào sản xuất sau đó.
Hệ thống AN/ASQ-228 ATFLIR (Advanced Targeting Forward Looking InfraRed), là cảm biến quang điện chính và chùm laser chỉ định mục tiêu cho Super Hornet. Các hệ thống phòng thủ được kết hợp xuyến suốt thông qua qua hệ thống biện phá đối phó phòng thủ hợp thành (IDECM). Hệ thống IDECM bao gồm hệ thống đối phó trả đũa ALE-47, ALE-50, radar cảnh báo AN/ALR-67(V)3, và hệ thống làm nhiễu ALQ-165 gắn trên máy bay (ASPJ). Phi hành đoàn có thể sử dụng kính nhìn ban đêm (NVG) khi điều khiển Super Hornet hoạt động nằm trong tầm nhìn hạn chế của màn đêm.

### Vai trò tiếp nhiên liệu trên không
Super Hornet không giống như nguyên bản Hornet, nó có thể trang bị một hệ thống tiếp nhiên liệu trên không (ARS) để có thể tiếp nhiên liệu cho các máy bay khác, lấp vào chỗ trống của vai trò máy bay chở nhiên liệu chiến thuật KA-6D của Hải quân Mỹ khi những chiếc máy bay này nghỉ hưu. ARS bao gồm một thùng nhiên liệu bên ngoài chứa 330 ga-lông nhiên liệu và ống tiếp dầu, với 4 thùng nhiên liệu gắn ngoài khác sức chứa mỗi thùng là 480 ga-lông và các thùng nhiên liệu bên trong với tổng cộng là 29.000 pound nhiên liệu trên máy bay.
Super Hornet có khả năng mang trọng tải tối đa nhiên liệu giống như F-14 Tomcat, và nó có khả năng bay với cùng đặc điểm bay của các máy bay tấn công khác. Những nhà phê bình như Bob Kress, người thiết kế F-14 Tomcat, thì thùng nhiên liệu ngoài cánh của nó không hiệu quả như máy bay dưới tốc độ âm thanh KA-6, và cả Hornet lẫn Super Hornet đều phải phụ thuộc vào việc tiếp nhiên liệu trên không để hoạt động tầm xa tương đương như Tomcat đã nghỉ hưu.

### Nâng cấp hoàn thiện

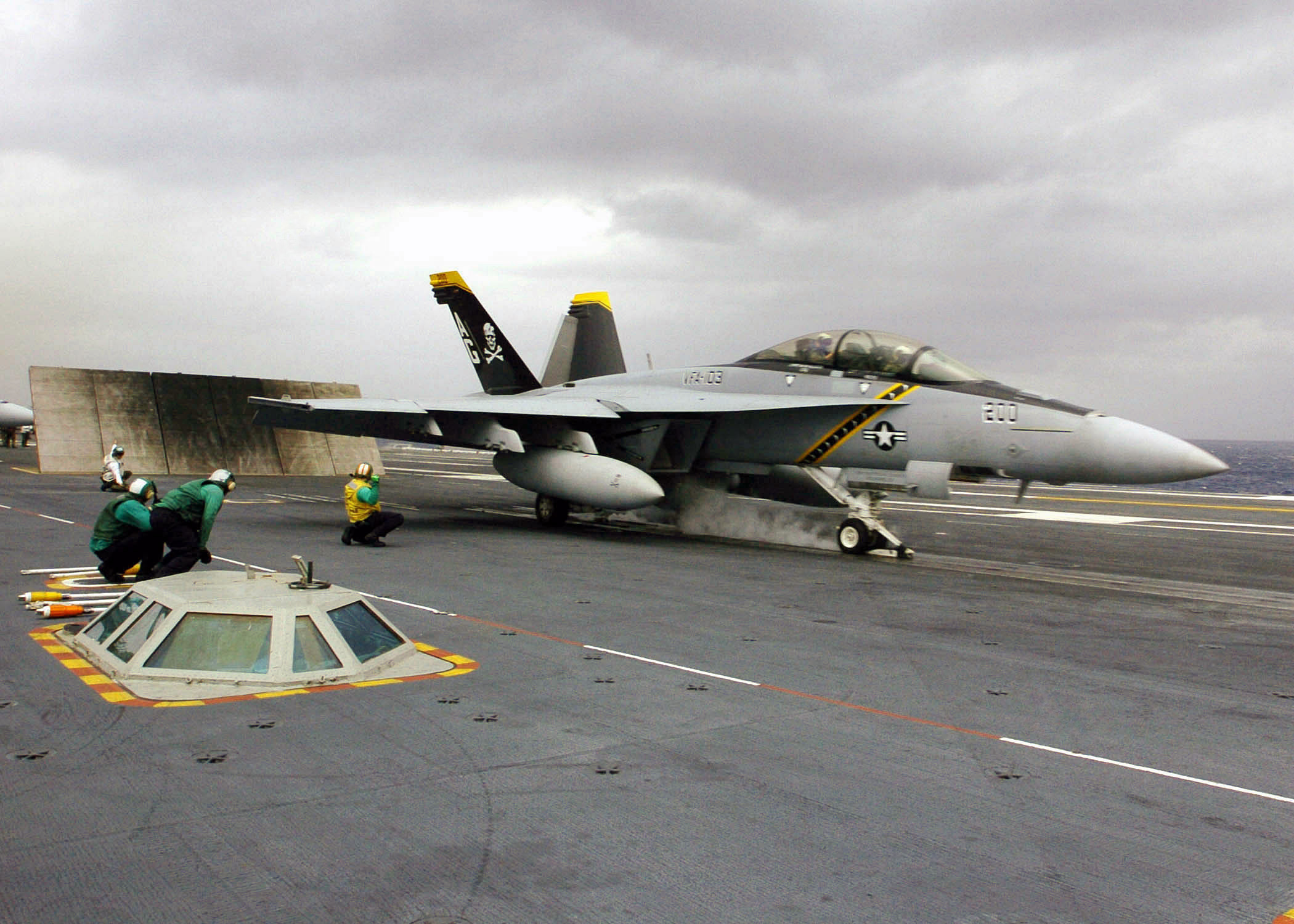
Super Hornet thuộc phi đoàn VFA-103

Máy bay được chế tạo mới sắp tời sẽ được trang bị loại radar APG-79, còn những chiếc Super Hornet được sản xuất trước đây với radar APG-73 cũng sẽ được thay thế bằng APG-79. AESA APG-79 đã cung cấp cho Super Hornet một vài lợi thế. Radar mới sẽ cung cấp cho các phi công khả năng thực hiện đồng thời các cuộc tấn công không đối không và không đối đất. APG-79 cũng cung cấp bản đồ mặt đất với đầy đủ các chi tiết ở phạm vi xa. Radar AESA cũng có khả năng nhận diện mục tiêu nhỏ, ví dụ như tên lửa đang bay.
Phi đoàn VFA-213 là phi đoàn đầu tiên được trang bị hoàn toàn Super Hornets trở thành "két sắt bay" (độc lập bay và bảo dưỡng F/A-18F) vào 27 tháng 10 năm 2006 và trở thành phi đoàn Super Hornet đầu tiên trang bị radar APG-79. Hệ thống AN/ALE-55 Fiber-Optic Towed Decoy sẽ thay thế ALE-50. Hệ thống làm nhiễu cải tiến AN/ALQ-214 cũng được thêm vào Super Hornet Block II.
Nâng cấp đầu tiên của Super Hornet là hệ thống Joint Helmet Mounted Cueing System - Hệ thống tín hiệu liên kết đặt trong mũ phi công (JHMCS) ở buồng lái, hệ thống này được cung cấp cho phi đoàn VFA-213 vào 18 tháng 5 năm 2007. VFA-213 là phi đoàn đầu tiên được trang bị Dual-Cockpit Cueing System - Hệ thống tín hiệu buồng lái kép cho cả phi công và sĩ quan hệ thống vũ khí. JHMCS mang lại sự nhận thức đa trang thái nhiều mục đích cho các phi công bao gồm tín hiệu vượt quá tầm nhìn của tên lửa AIM-9X Sidewinder. Hệ thống do thám Shared Reconnaissance Pod (SHARP), là hệ thống do thám chiến thuật trên không, một hệ thống số hóa và độ phân giải cao có khả năng hoạt động trong cả ngày lẫn đêm và trong mọi thời tiết.
Trong tương lai, việc phát hiện mục tiêu không đối không sẽ sử dụng hệ thống Infrared Search and Track (IRST) ở thể bị động, cảm biến tầm xa nhận diện sự phát xạ sóng dài hồng ngoại sẽ là sự lựa chọn như giải pháp duy nhất. Thiết bị mới này sẽ là một cảm biến được chế tạo đặt ở phía trước thùng nhiên liệu phụ ở đường trục tâm máy bay. Khả năng hoạt động thiết bị này được trông chờ đưa vào sử dụng vào năm 2013.

### Thực hiện các nhiệm vụ

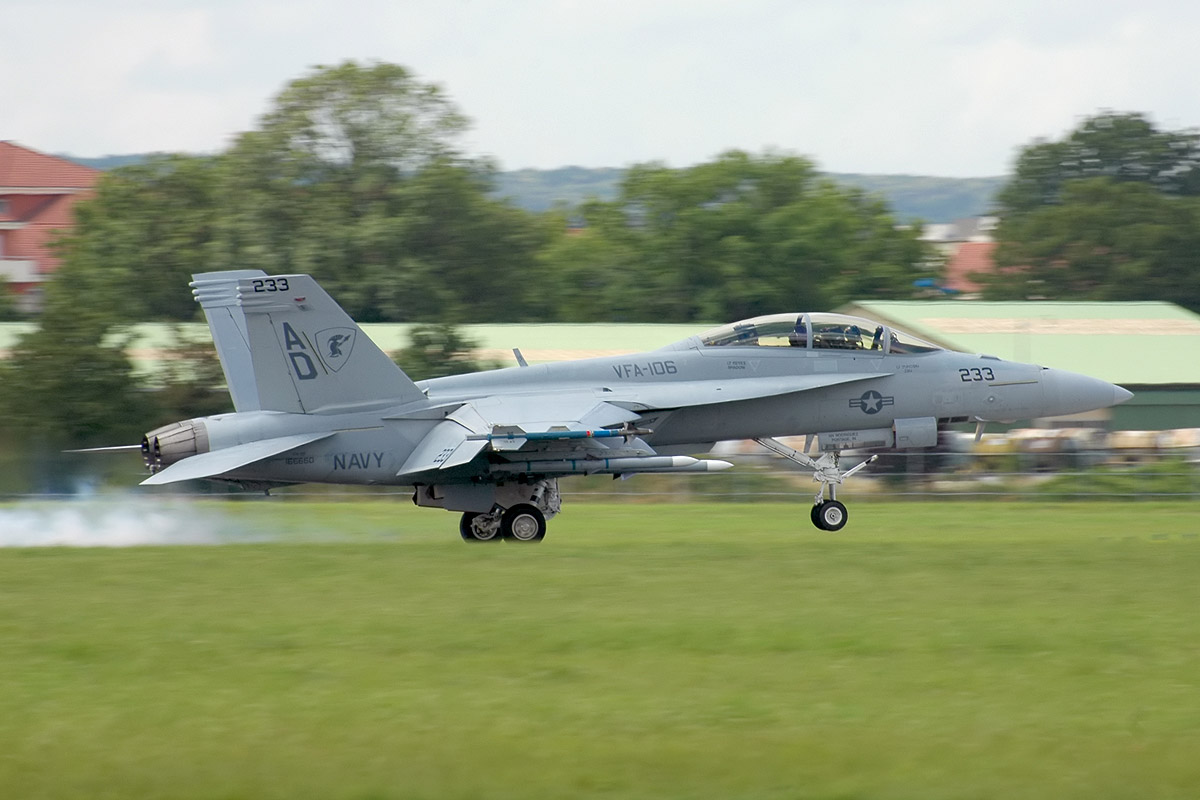
F/A-18F hạ cánh.

- Tấn công cả ngày lẫn đêm với các vũ khí được dẫn đường chính xác
- Tác chiến phòng không
- Hộ tống
- Hỗ trợ mặt đất
- Tiêu diệt hệ thống phòng không quân địch
- Tấn công trên biển
- Do thám
- Forward Air Control (Airborne) (FAC(A))
- Tiếp nhiên liệu trên không
- Thả truyền đơn với trọng tải là 5 côngtenơ (PDU-5)[30]

## Lịch sử hoạt động

### Hải quân Hoa Kỳ

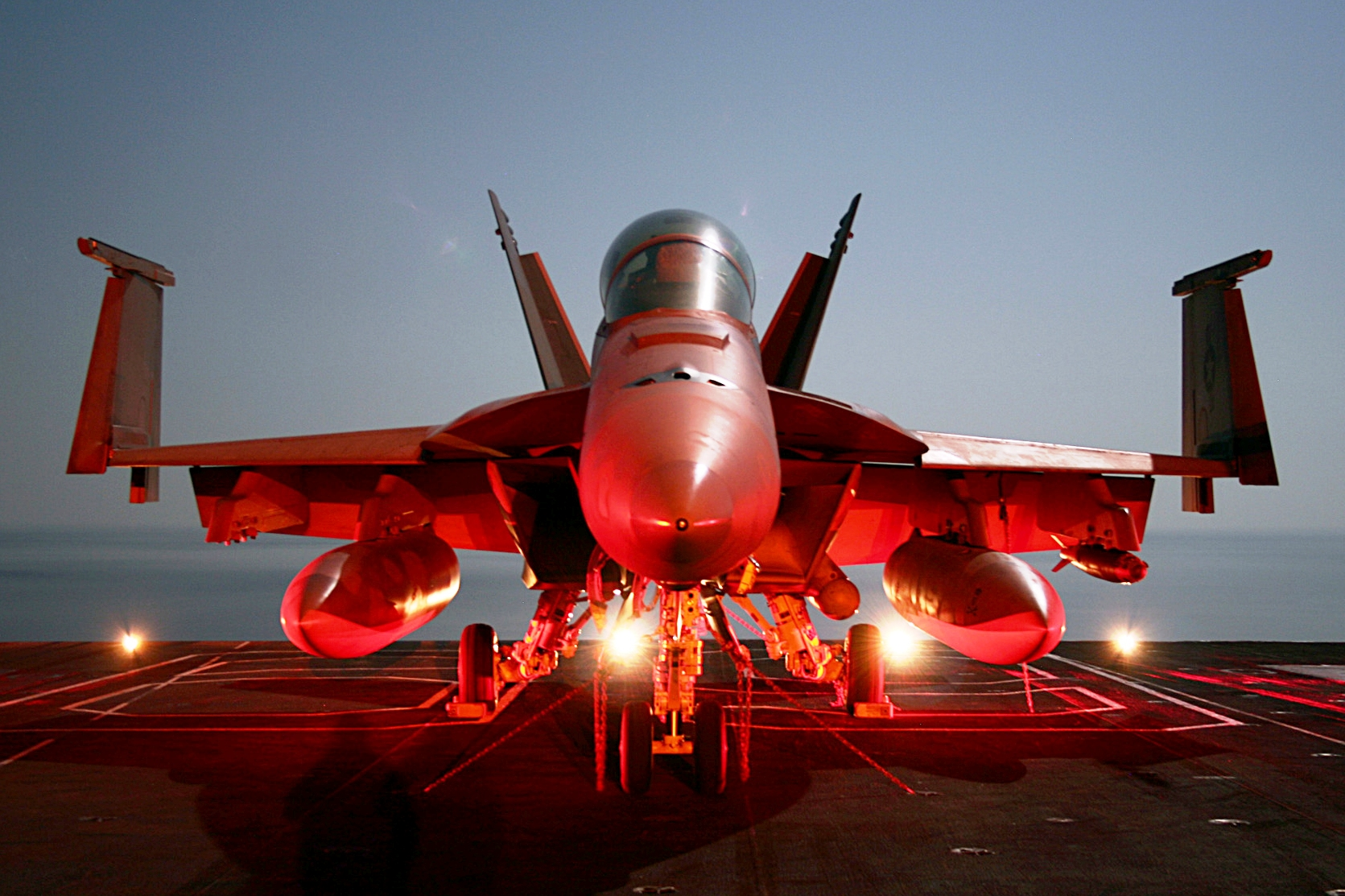
Super Hornet trên boong tàu sân bay USS Dwight D. Eisenhower, ở Biển Ả-rập, tháng 12 năm 2006.

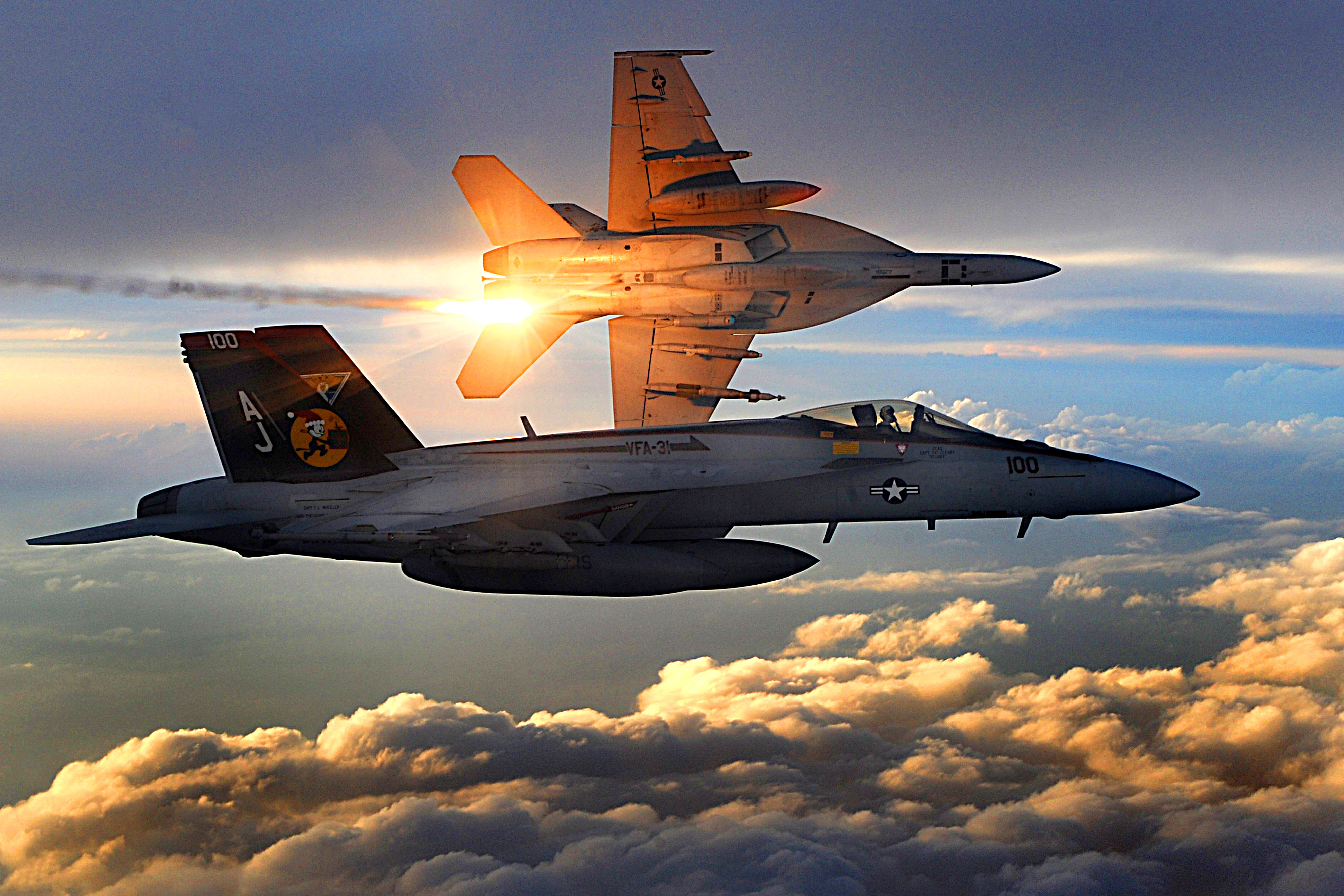
FA-18 Super Hornet bay tuần tra tại Afghanistan, 15 tháng 12 năm 2008

Đơn vị đầu tiên đưa những chiếc F/A-18 Super Hornet vào chiến đấu là VFA-115. Vào 6 tháng 11 năm 2002, 2 chiếc F/A-18E đã thực hiện tác chiến trong chiến dịch Operation Southern Watch, chúng đã tấn công 2 bệ phóng tên lửa đất đối không tại Al Kut, một sở chỉ huy phòng không và boongke chỉ huy tại sân bay Tallil. Một phi công, đại úy hải quân John Turner đã thả những quả bom JDAM 2.000 lb đầu tiên từ chiếc F/A-18E trong cuộc chiến ở Iraq.
Trong các hoạt động hỗ trợ thuộc Chiến dịch Iraqi Freedom, các phi đoàn VFA-14, VFA-41 và VFA-115 đã thực hiện các chuyến bay hỗ trợ các đơn vị mặt dất, tấn công, hộ tống SEAD và tiếp nhiên liệu trên không. 2 chiếc F/A-18E thuộc phi đoàn VFA-14 và 2 chiếc F/A-18F thuộc VFA-41 đã được triển khai lên tàu sân bay USS Abraham Lincoln (CVN-72).
Vào ngày 8 tháng 9 năm 2006, F/A-18F Super Hornet thuộc VFA-211 đã sử dụng bom GBU-12 và GBU-38 để tiêu diệt các chiến binh và công sự Taliban ở phía tây và phía tây bắc Kandahar. Đây là lần đầu tiên một đơn vị ở Afghan sử dụng Super Hornet.

### Không quân Hoàng gia Australia

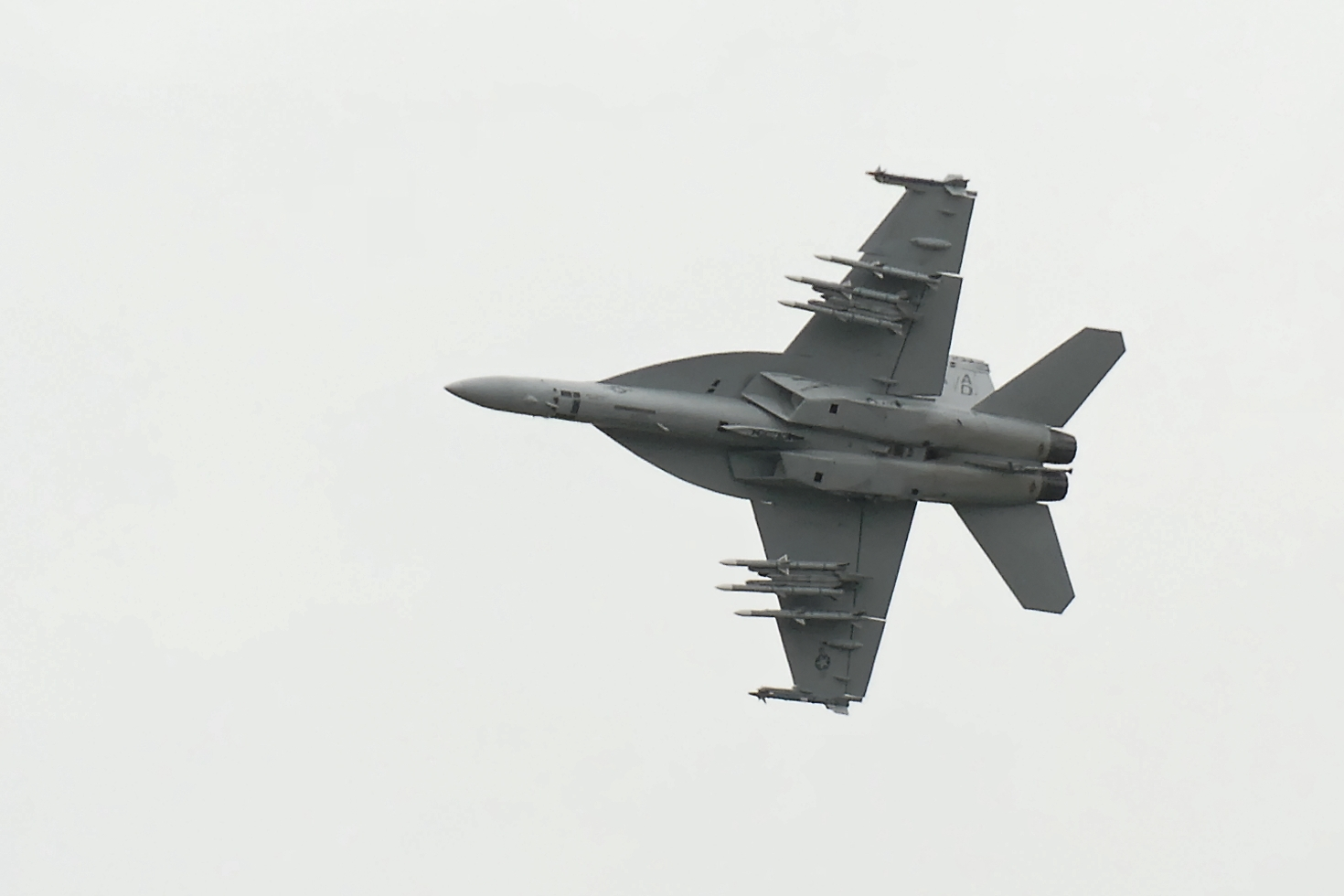
Super Hornet trong triển lãm hàng không Paris

Vào ngày 3 tháng 5 năm 2007, Chính phủ Australia đã ký một hợp đồng mua 24 chiếc F/A-18F cho Không quân Hoàng gia Australia (RAAF), với chi phí khoảng 2.9 tỷ đôla Úc, đây là một sự thay thế tạm thời cho những chiếc F-111 đã già nua. Tổng chi phí với việc huấn luyện và hỗ trợ trong 10 năm là 6 tỷ đôla Úc (hay 4.6 tỷ USD). Đơn đặt hàng Super Hornet là kết quả từ việc liên quan đến việc máy bay tấn công liên hơpj (JSF) F-35 sẽ không thể đưa vào hoạt động khi F-111 nghỉ hưu. Phi công và các sĩ quan chỉ huy của RAAF sẽ bắt đầu huấn luyện tại Mỹ vào năm 2009, và dự kiến phi đoàn số 1 và phi đoàn số 6 sẽ được trang bị đầy đủ F/A-18F vào năm 2010.
Đơn đặt hàng này đã gây ra các tranh luận, với những nhà phê bình là các sĩ quan RAAF cao cấp. Thiếu tướng không quân Peter Criss, cựu chỉ huy không quân Australia, đã nói rằng "hoàn toàn kinh ngạc" khi chính phủ lại chi 6 tỷ vào một dự án máy bay tạm thời. Criss cũng đã trích dẫn bằng chứng từ Ủy ban Quân lực Thượng viện Hoa Kỳ rằng những chiếc F/A-18F có hiệu suất và khả năng kém hơn MiG-29 và Su-30, những máy bay này của Nga hiện đang được các nước Đông Nam Á sử dụng và đặt mua. Thiếu tướng Ted Bushell đã tuyên bố những chiếc F/A-18F không thể thực hiện vai trò mà chính phủ Australia đã ủy thác cho nó, và thiết kế khung máy bay của F-111 vẫn còn thích hợp cho vai trò tấn công/ngăn chặn chiến lược cho đến tận năm 2020. Một số nhà phê bình đã tuyên bố rằng khi chính phủ đã quyết định mua F/A-18F, thì đây chỉ đơn thuần là để tăng doanh thu khi bán những chiếc Super Hornet cho Australia của Hoa Kỳ, điều này khiến chương trình F-35 "gặp nhiều vấn đề hơn"".

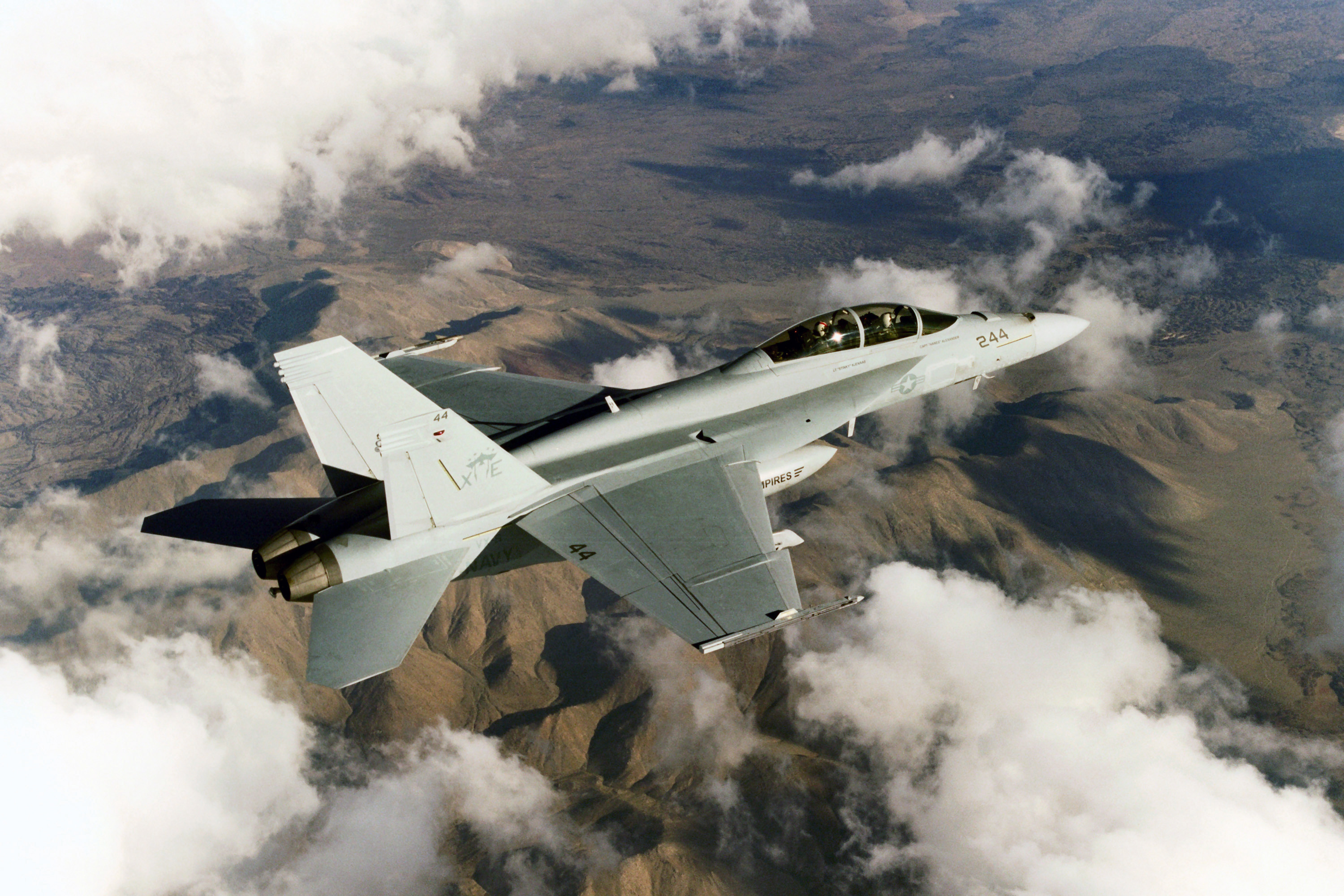
Super Hornet với radar AESA

Đợt giao hàng đầu tiên cho RAAF bao gồm:
- 48 động cơ chính và 6 động cơ dự phòng
- Radar APG-79 AESA cho mỗi chiếc máy bay
- Link 16 liên kết với hệ thống phân phối thông tin đa chức năng (MIDS) AN/USQ-140
- Máy phogns tên lửa dãn đường LAU-127
- Kính nhìn ban đêm AN/PVS-9
- 12 hệ thống thiết lập nhiệm vụ chung (JMPS)
- Vật ngụy trang AN/ALE-55

## Các phiên bản

### EA-18G
EA-18G Growler là một phiên bản tác chiến chiến tranh điện tử của F/A-18F Super Hornet, dự kiến nó sẽ được bắt đầu sản xuất vào năm 2008, và triển khai trong các hạm đội vào năm 2009. EA-18G sẽ thay thế loại máy bay EA-6B Prowler trong Hải quân Mỹ.

## Các quốc gia sử dụng
Australia
- Không quân Hoàng gia Úc

 Hoa Kỳ
- Hải quân Hoa Kỳ
  - Hạm đội Thái Bình Dương

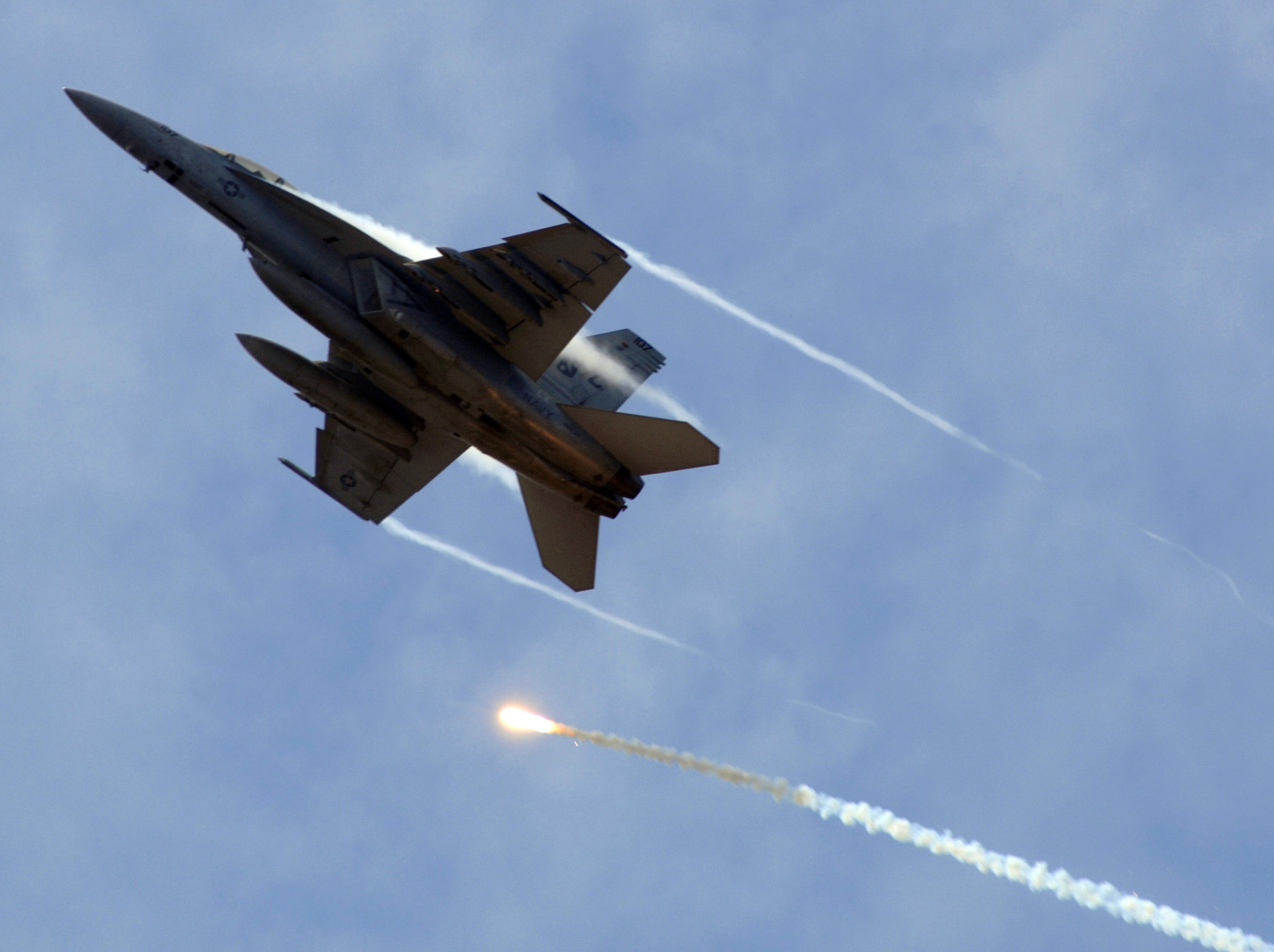
Một chiếc F/A-18F Super Hornet thuộc phi đoàn VFA-11 biểu diễn bay cắt mục tiêu bám đuổi trong một cuộc thao diễn năng lực máy bay.

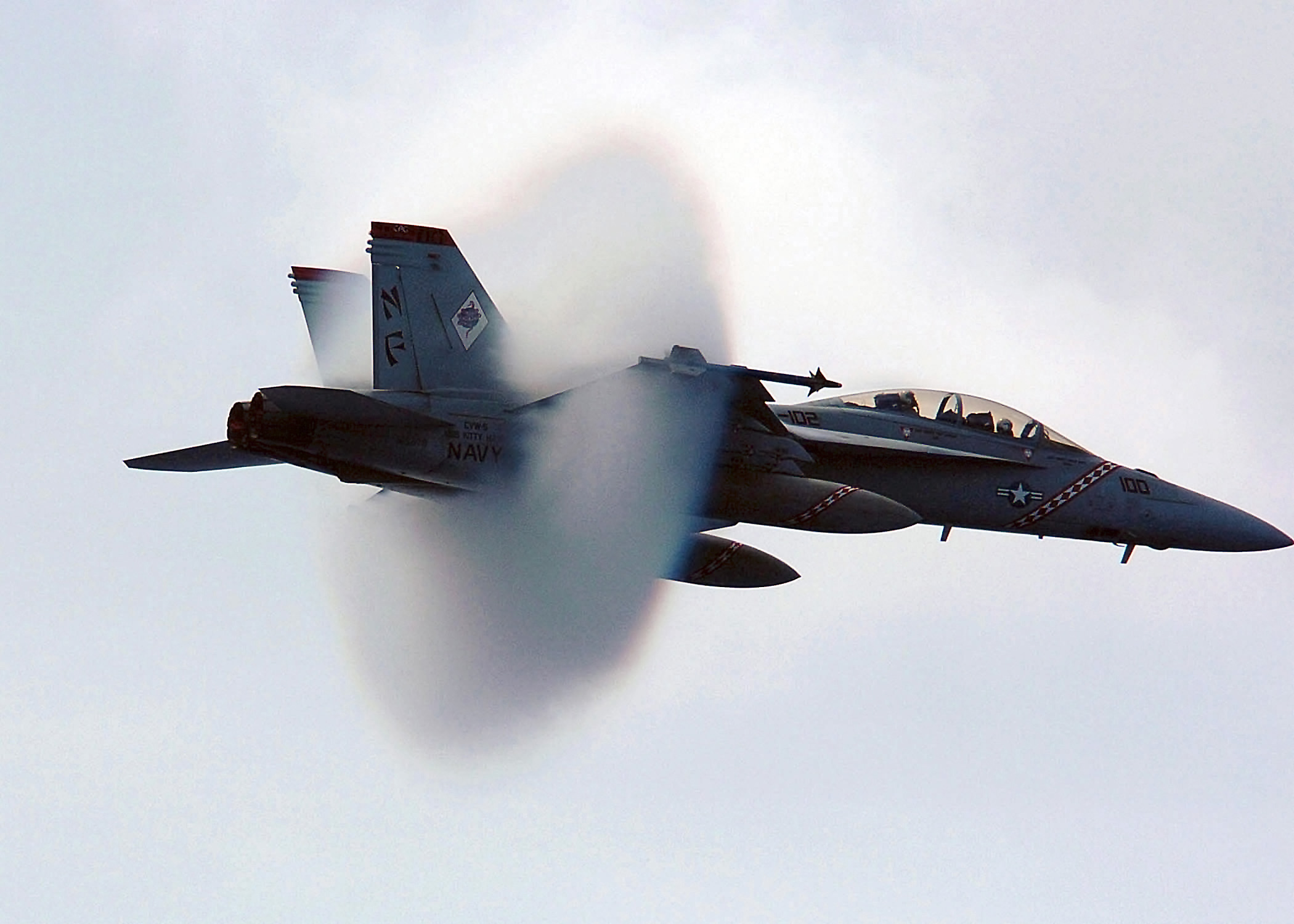
Super Hornet tạo thành một vòng khí đặc quanh thân

    - VFA-2 "Bounty Hunters" (F/A-18F)
    - VFA-14 "Tophatters" (F/A-18E)
    - VFA-22 "Fighting Redcocks" (hiện nay đang triển khai hỗn hợp cả F/A-18E và F/A-18F)[38]
    - VFA-27 "Royal Maces" (F/A-18E)
    - VFA-41 "Black Aces" (F/A-18F)
    - VFA-102 "Diamondbacks" (F/A-18F)
    - VFA-115 "Eagles" (F/A-18E)
    - VFA-122 "Flying Eagles" (Fleet Replacement Squadron, sử dụng F/A-18E/F) Lưu trữ ngày 8 tháng 7 năm 2007 tại Wayback Machine
    - VFA-137 "Kestrels (F/A-18E)
    - VFA-146 "Blue Diamonds" (sẽ chuyển sang sử dụng F/A-18E vào năm 2008)
    - VFA-154 "Black Knights" (F/A-18F)

  - Hạm đội Đại Tây Dương
    - VFA-11 "Red Rippers" (F/A-18F)
    - VFA-31 "Tomcatters" (F/A-18E)
    - VFA-32 "Swordsmen" (F/A-18F)
    - VFA-86 "Sidewinders" (sẽ chuyển sang sử dụng F/A-18E vào năm 2007)
    - VFA-103 "Jolly Rogers" (F/A-18F)
    - VFA-105 "Gunslingers" (F/A-18E)
    - VFA-106 "Gladiators" (Fleet Replacement Squadron, sử dụng F/A-18A/B/C/D/E/F)
    - VFA-136 "Knighthawks" (sẽ chuyển sang sử dụng F/A-18E vào năm 2008)
    - VFA-143 "Pukin' Dogs" (F/A-18E)
    - VFA-211 "Fighting Checkmates" (F/A-18F)
    - VFA-213 "Black Lions" (F/A-18F)

  - Phi đoàn đánh giá và thử nghiệm
    - VX-9 Vampires (phi đoàn đánh giá và thử nghiệm máy bay, sử dụng F/A-18E/F và các máy bay khác)
    - VX-23 Salty Dogs (phi đoàn đánh giá và thử nghiệm máy bay, sử dụng F/A-18E/F và các máy bay khác)
    - VX-31 Dust Devils (phi đoàn đánh giá và thử nghiệm máy bay, sử dụng F/A-18E/F và các máy bay khác)

Mỗi phi đoàn có một sự thiết lậo đơn vị tiêu chuẩn là 12 máy bay. Kể từ đầu năm 2007, sự chuyển tiếp sang sử dụng F/A-18E sẽ vẫn được tiếp tục thực hiện. Một số thay đổi trong kế hoạch chuyển tiếp có thể được thực hiện, đặc biệt là thực tế việc sản xuất F-35C Lightning II có thể bị trì hoãn, và một số đề nghị đặt mua thêm F/A-18E/F cho Hải quân Mỹ đã được đưa ra như một biện pháp đối phó.

## Thông số kỹ thuật
Dữ liệu từ Aerospaceweb 

### Đặc điểm riêng
- Đội bay: F/A-18E: 1 (phi công), F/A-18F: 2 (phi công và sĩ quan hệ thống vũ khí)
- Chiều dài: 18.31 m (60 ft 1¼ in)
- Sải cánh: 13.62 m (44 ft 8½ in)
- Chiều cao: 4.88 m (16 ft)
- Diện tích : 46 m² (500 ft²)
- Trọng lượng rỗng: 13.864 kg (32,081 lb)
- Trọng lượng cất cánh: 22.951 kg (50.600 lb)
- Trọng lượng cất cánh tối đa: 29.937 kg (66.000 lb)
- Động cơ: 2× động cơ phản lực General Electric F414-GE-400, lực đẩy 14.000 lbf (62 kN) mỗi chiếc, đốt nhiện liệu lần hai là 22.000 lbf (98 kN)
- Khả năng mang nhiên liệu bên trong: F-18E: 14.400 lb (6.530 kg), F-18F: 13.550 lb (6.145 kg)
- Khả năng mang nhiên liệu bên ngoài: 5× thùng 480 ga-lông, tổng cộng 7.430 kg (16.380 lb)

### Hiệu suất bay
- Vận tốc cực đại: Mach 1.6[40] (1,190 mph, 1,915 km/h) tại độ cao 40.000 ft
- Tầm bay: 2346 km (1275 mi) với 2x tên lửa AIM-9 Sidewinder
- Tầm bay tuần tiễu: 3054 km (1660 mile) cùng với 3 thùng nhiên liệu phụ 480 galon, 2 tên lửa AIM-9s
- Bán kính chiến đấu: 758 km khi làm nhiệm vụ tiêm kích với 2 tên lửa AIM-9 Sidewinder và 2 tên lửa AIM-120 AMRAAM[41]
- Trần bay: >50.000 ft (15.240 m)
- Vận tốc lên cao: n/a
- Lực nâng của cánh: 453 kg/m² (92.8 lb/ft²)
- Lực đẩy/trọng lượng: n/a

### Vũ khí
Tải trọng vũ khí tối đa là 8,05 tấn, còn tải trọng chiến đấu thì thấp hơn, vào khoảng 6,5 tấn vũ khí (tải trọng chiến đấu là lượng vũ khí tối đa mà máy bay có thể mang theo mà vẫn có thể tác chiến hiệu quả, còn tải trọng tối đa là lượng vũ khí lớn nhất mà máy bay có thể mang theo khi cất cánh (nhưng không thể tác chiến hiệu quả do tầm bay bị rút xuống quá ngắn), vì vậy cùng 1 máy bay thì tải trọng tối đa luôn lớn hơn khá nhiều so với tải trọng tác chiến).
Nếu cất cánh từ tàu sân bay với đường băng dài 330 mét thì tải trọng vũ khí tối đa giảm xuống còn 4.491 kg với F/A-18E, 4.082 kg với F/A-18F (nếu mang nặng hơn thì đường băng không đủ dài để cất cánh).
- Súng: 1× Pháo nòng xoay 20mm (0.787 in) M61A1/A2 Vulcan, 412 viên
- Giá treo vũ khí: 11 mấu cứng với khả năng mang tới 8.050 kg (17.750 lb) vũ khí, bao gồm:
- Tên lửa:
  - Tên lửa không đối không:
    - 4× AIM-9 Sidewinder hay 4× AIM-120 AMRAAM, và
    - 2× AIM-7 Sparrow hay 2× AIM-120 AMRAAM

  - Tên lửa không đối đất:
    - AGM-65 Maverick
    - AGM-84H/K SLAM-ER
    - Tên lửa chống bức xạ AGM-88 HARM
    - AGM-154 JSOW
    - AGM-158 JASSM

  - Tên lửa chống hạm:
    - AGM-84 Harpoon
    - Tên lửa Chống hạm Tầm xa (LRASM)
- Bom:
  - Bom thông minh JDAM
  - Bom laser dẫn đường Paveway
  - Dòng bom Mk 80
  - CBU-78 Gator
  - CBU-87 Combined Effects Munition
  - CBU-97 Sensor Fuzed Weapon
  - Mk 20 Rockeye II

## Văn hóa đại chúng
- Vào năm 2000, loạt game mô phỏng lái máy bay Jane's Combat Simulations đã cho ra mắt một game lấy F/A-18E Super Hornet làm mẫu với tên gọi đớn giản là "Jane's F/A-18".
- Super Hornet là máy bay phản lực chính trên tàu sân bay trong phim Behind Enemy Lines. Chiếc F/A-18F đang đi trinh sát ở Bosnia-Herzegovina của trung úy Jeremy "Smoke" Stackhouse (Gabriel Macht) và trung úy Chris "Longhorn" Burnett (Owen Wilson) đã bị quân chiếm đóng Serbia bắn hạ do bay vào vùng cấm bay quân sự và chụp lại những chứng cứ liên quan.
- F/A-18E/F chính là loại chiến cơ được lựa trong bộ phim "Top Gun: Maverick". Ở phần phim hậu truyện, những học viên Top Gun xuất sắc nhất đã được chọn để cùng Pete "Maverick" Mitchell (Tom Cruise) tham gia nhiệm vụ phá hủy nhà máy uranium vi phạm hiệp ước NATO của nước địch.

## Nội dung liên quan

### Máy bay có cùng sự phát triển
- YF-17 Cobra
- F/A-18 Hornet
- EA-18 Growler

### Máy bay có tính năng tương đương
- Eurofighter Typhoon
- F-14 Tomcat
- F-15E Strike Eagle
- Dassault Rafale
- Sukhoi Su-33
- Sukhoi Su-30
- Mikoyan MiG-35

### Trình tự tiếp nối
| - F-15 - F-16 - YF-17 - | F/A-18    | - F-20 - F-21 - F-22 |
| - F-15 - F-16 - YF-17 - | F/A-18E/F | - F-20 - F-21 - F-22 |